# Liga DOS 2024
La Temporada 2024 de la Liga DOS  es la séptima edición de la historia de la competición de segundo nivel del básquetbol chileno.
El torneo se inició el 23 de marzo y está conformado por 12 Clubes desde la región de Valparaíso hasta la región del Biobío.
El torneo finalizó el 24 de agosto, cuando Colo-Colo se coronó campeóninvicto, tras derrotar por 3-0 a Stadio Italiano.

## Sistema de Campeonato

### Temporada regular
Los 12 clubes disputarán la fase regular bajo la modalidad de todos contra todos a dos ruedas. Clasificarán a play-off los 4 mejores equipos al finalizar la fase regular.

### Play-off
Los 4 clubes se enfrentarán en la modalidad de eliminación directa. se jugará la Semifinal en la modalidad del Mejor de 5 enfrentamientos. Tendrá ventaja de localía el club mejor ubicado.

### Final
Los dos clubes que lleguen a la final, jugarán a la modalidad del mejor de 5 enfrentamientos. Coronándose campeón del torneo, el club que llegue antes a las 3 victorias, adjudicándose así el ascenso para la Liga JUGA BET 2025 by Cecinas Llanquihue.

## Ascensos y Descensos
| Pos | a Liga Uno         |
| --- | ------------------ |
| 1.º | Liceo Pablo Neruda |
| 2.º | Sportiva Italiana  |

| Pos | Retirados         |
| --- | ----------------- |
| R   | CD Tomas Lawrence |
| R   | Liceo de Curicó   |

| Pos | a Liga Uno         |
| --- | ------------------ |
| 1.º | Liceo Pablo Neruda |
| 2.º | Sportiva Italiana  |

| Pos | Retirados         |
| --- | ----------------- |
| R   | CD Tomas Lawrence |
| R   | Liceo de Curicó   |

| Pos | Aceptados          |
| --- | ------------------ |
| A   | Arturo Prat        |
| A   | Quilpué Básquetbol |

| Pos | Aceptados          |
| --- | ------------------ |
| A   | Arturo Prat        |
| A   | Quilpué Básquetbol |

## Equipos participantes
|  |

| Equipo              | Región        | Comuna o ciudad |
| ------------------- | ------------- | --------------- |
| Arturo Prat         | Valparaíso    | San Felipe      |
| Quilpué Básquetbol  | Valparaíso    | Quilpué         |
| Árabe de Valparaíso | Valparaíso    | Valparaiso      |
| Colo-Colo           | Metropolitana | Macul           |
| Sergio Ceppi        | Metropolitana | La Cisterna     |
| Club Brisas         | Metropolitana | La Cisterna     |
| Luis Matte Larraín  | Metropolitana | Puente Alto     |
| Stadio Italiano     | Metropolitana | Las Condes      |
| Boston College      | Metropolitana | Las Condes      |
| Truenos de Talca    | Maule         | Talca           |
| Municipal Chillan   | Ñuble         | Chillán         |
| Alemán Concepción   | Biobío        | Concepción      |

| Luis Matte Larrain Boston College Stadio Italiano Colo-Colo Sergio Ceppi Club Brisas \| Árabe Quilpué Basquetbol Arturo Prat \| |
| Árabe Quilpué Basquetbol Arturo Prat                                                                                            |

| Árabe Quilpué Basquetbol Arturo Prat |

## Información
| Equipo               | Entrenador        | Gimnasio                      | Capacidad | Proveedor   | Auspiciador                   |
| -------------------- | ----------------- | ----------------------------- | --------- | ----------- | ----------------------------- |
| Alemán de Concepción | Jaime Urrutia     | Gimnasio Otto                 | 400       | Zeus-Sport  | Property Partners             |
| Árabe de Valparaíso  | Matías Cárcamo    | Fortín Prat                   | 3.000     |             |                               |
| Arturo Prat          | Víctor Ríos       | Gimnasio G. Juan Arancibia    |           | Zeus-Sport  | Ñuble Alimentos               |
| Boston College       | Benjamín Gasc     | Gimnasio Boston College       | 3.000     | Zeus-Sport  | UNAB es Deporte               |
| Club Brisas          | Javier Escobar    | Gimnasio Club Brisas          | 800       | Zeus-Sport  | RTR Ingeniería y Construcción |
| Colo-Colo            | Ernesto Menchaca  | Centro Entrenamiento Olímpico |           | Macron      | Clínica Meds                  |
| Luis Matte Larraín   | Mauricio Flores   | Gimnasio Boston College       | 3.000     | Agora Sport | CMPC                          |
| Municipal Chillán    | Robert Lagos      | Casa del Deporte de Chillán   | 1.300     | Zeus-Sport  | Secretos de la Nona           |
| Quilpue Basquetbol   | Álvaro García     | Fortín Prat                   | 3.000     | Zeus-Sport  | Zargo                         |
| Sergio Ceppi         | Eduardo Sepúlveda | Sergio Ceppi                  | 500       |             |                               |
| Stadio Italiano      | Rodrigo Carvajal  | Stadio Italiano               | 500       | Zeus-Sport  | Zeus-Sport                    |
| Truenos de Talca     | Carlos Morales    | Gimnasio Regional             | 4.500     | Zeus-Sport  | Zeus-Sport                    |

## Tabla de Posiciones
Clave: PTOS: Puntos; PJ: Partidos jugados; PG: Partidos ganados; PP: Partidos Perdidos; AF: Puntos a Favor; EC: Puntos en Contra; DIF: Diferencia de puntos.

- Actualizado el 30 de junio de 2024. Fuente:[4]

| Pos | Equipo               | PTOS | PJ | PG | PP | AF   | EC   | DIF  |
| --- | -------------------- | ---- | -- | -- | -- | ---- | ---- | ---- |
| 1   | Colo-Colo            | 44   | 22 | 22 | 0  | 1807 | 1391 | 416  |
| 2   | Truenos de Talca     | 37   | 22 | 15 | 7  | 1651 | 1482 | 169  |
| 3   | Stadio Italiano      | 36   | 22 | 14 | 8  | 1492 | 1392 | 100  |
| 4   | Sergio Ceppi         | 35   | 22 | 13 | 9  | 1607 | 1578 | 29   |
| 5   | Alemán de Concepción | 35   | 22 | 13 | 9  | 1637 | 1575 | 62   |
| 6   | Boston College       | 34   | 22 | 12 | 10 | 1568 | 1496 | 72   |
| 7   | Quilpué Basquetbol   | 32   | 22 | 10 | 12 | 1427 | 1509 | -82  |
| 8   | Municipal Chillán    | 31   | 22 | 9  | 13 | 1386 | 1464 | -78  |
| 9   | Árabe de Valparaiso  | 30   | 22 | 8  | 14 | 1452 | 1591 | -139 |
| 10  | Luis Matte Larraín   | 30   | 22 | 8  | 14 | 1516 | 1626 | -110 |
| 11  | Club Brisas          | 28   | 22 | 6  | 16 | 1482 | 1563 | -81  |
| 12  | Arturo Prat          | 24   | 22 | 2  | 20 | 1549 | 1907 | -358 |

     Clasifican a Playoffs
     Disputan Play-out

## Fixture
| Boston College    | 76-78 | Sergio Ceppi       | Gimnasio Boston College Maipo | 23 de marzo | 19:00 |
| Alemán Concepción | 73-59 | Municipal Chillán  | Gimnasio Otto                 | 23 de marzo | 19:00 |
| Arturo Prat       | 51-74 | Quilpué Básquetbol | Gimnasio San Felipe           | 23 de marzo | 20:00 |
| Truenos de Talca  | 74-78 | Árabe Valparaíso   | Gimnasio Manuel Herrera       | 23 de marzo | 20:00 |
| Club Brisas       | 56-57 | Luis Matte         | Club Brisas la Cisterna       | 23 de marzo | 21:00 |
| Stadio Italiano   | 66-82 | CSD Colo-Colo      | Stadio Italiano las Condes    | 24 de marzo | 19:15 |

| Luis Matte Larraín | 73-62 | Boston College    | Gimnasio de Puente ALto  | 28 de marzo | 21:00 |
| Quilpué Basquetbol | 82-73 | Club Brisas       | Fortín Prat              | 30 de marzo | 15:30 |
| CSD Colo-Colo      | 81-75 | Truenos de Talca  | Polideportivo la Pintana | 30 de marzo | 18:30 |
| Árabe Valparaiso   | 79-65 | Arturo Prat       | Fortín Prat              | 30 de marzo | 19:00 |
| Stadio Italiano    | 80-63 | Municipal Chillán | Stadio Italiano          | 30 de marzo | 19:15 |
| Sergio Ceppi       | 72-64 | Alemán Concepción | Gimnasio Sergio Ceppi    | 30 de marzo | 20:00 |
| Boston College     | 64-84 | Alemán Concepción | Gimnasio Puente Alto     | 31 de marzo | 16:00 |
| Sergio Ceppi       | 70-43 | Municipal Chillán | Gimnasio Sergio Ceppi    | 31 de marzo | 17:00 |

| Stadio Italiano    | 67-56  | Sergio Ceppi       | Stadio Italiano      | 6 de abril | 19:15 |
| Luis Matte Larraín | 80-76  | Quilpué Básquetbol | Gimnasio Puente Alto | 6 de abril | 20:00 |
| Arturo Prat        | 70-108 | CSD Colo-Colo      | Gimnasio San Felipe  | 6 de abril | 20:30 |
| Club Brisas        | 51-73  | Arabe Valparaiso   | Club Brisas          | 6 de abril | 21:00 |
| Truenos de Talca   | 75-58  | Municipal Chillán  | Gimnasio Talca       | 7 de abril | 19:00 |
| Stadio Italiano    | 56-70  | Quilpué Básquetbol | Stadio Italiano      | 7 de abril | 19:15 |

| Quilpué Básquetbol  | 59-76  | Boston College     | Fortín Prat              | 13 de abril | 15:30 |
| CSD Colo-Colo       | 77-72  | Club Brisas        | Polideportivo La Pintana | 13 de abril | 18:30 |
| Alemán Concepción   | 52-68  | Stadio Italiano    | Gimnasio Otto San Pedro  | 13 de abril | 19:00 |
| Árabe de Valparaiso | 80-76  | Luis Matte Larraín | Fortín Prat              | 13 de abril | 19:00 |
| Sergio Ceppi        | 85-73  | Truenos de Talca   | Gimnasio Sergio Ceppi    | 13 de abril | 19:30 |
| Arturo Prat         | 81-83  | Municipal Chillán  | Gimnasio San Felipe      | 13 de abril | 20:30 |
| Arturo Prat         | 96-102 | Sergio Ceppi       | Gimnasio Sergio Ceppi    | 14 de abril | 19:00 |
| Luis Matte Larraín  | 65-78  | CSD Colo-Colo      | Gimnasio Puente Alto     | 14 de abril | 20:00 |
| Club Brisas         | 68-74  | Municipal Chillán  | Club Brisas              | 14 de abril | 20:00 |

| Sportiva Italiana  | 78-75 | Truenos de Talca   | Stadio Italiano          | 19 de abril | 20:30 |
| Árabe Valparaíso   | 76-79 | Boston College     | Fortín Prat              | 20 de abril | 18:30 |
| Municipal Chillán  | 76-53 | Luis Matte Larraín | Casa del Deporte         | 20 de abril | 19:00 |
| Alemán Concepción  | 78-55 | Arturo Prat        | Gimnasio Otto            | 20 de abril | 19:00 |
| CSD Colo-Colo      | 65-45 | Quilpué Básquetbol | Polideportivo La Pintana | 20 de abril | 20:30 |
| Sergio Ceppi       | 91-58 | Club Brisas        | Gimnasio Sergio Ceppi    | 20 de abril | 21:00 |
| Quilpué Básquetbol | 61-57 | Truenos de Talca   | Fortín Prat              | 21 de abril | 15:30 |
| Boston College     | 59-52 | Stadio Italiano    | Gimnasio Boston College  | 21 de abril | 19:00 |

| Árabe Valparaiso   | 51-83 | CSD Colo-Colo     | Fortín Prat             | 27 de abril | 18:30 |
| Arturo Prat        | 53-67 | Stadio Italiano   | Gimnasio Juan Arancibia | 27 de abril | 20:00 |
| Boston College     | 70-52 | Municipal Chillán | Gimnasio Boston College | 27 de abril | 20:00 |
| Club Brisas        | 87-88 | Alemán Concepción | Club Brisas             | 27 de abril | 21:00 |
| Luis Matte Larráin | 74-53 | Sergio Ceppi      | Gimnasio Puente Alto    | 27 de abril | 21:00 |
| Boston College     | 58-70 | Truenos de Talca  | Gimnasio Boston College | 28 de abril | 19:00 |

| Truenos de Talca  | 77-65 | Alemán Concepción  | Gimnasio Manuel Herrera  | 1 de mayo | 18:00 |
| Alemán Concepción | 80-66 | Luis Matte Larraín | Gimnasio Otto            | 4 de mayo | 18:00 |
| Stadio Italiano   | 66-60 | Club Brisas        | Stadio Italiano          | 4 de mayo | 19:15 |
| Truenos Talca     | 87-84 | Arturo Prat        | Gimnasio Manuel Herrera  | 4 de mayo | 20:00 |
| Sergio Ceppi      | 82-73 | Quilpué Básquetbol | Gimnasio Sergio Ceppi    | 4 de mayo | 20:30 |
| Colo-Colo         | 75-56 | Boston College     | Polideportivo La Pintana | 5 de mayo | 18:00 |

| Árabe Valparaiso   | 84-81 | Sergio Ceppi      | Fortín Prat              | 11 de mayo | 18:30 |
| Colo-Colo          | 82-72 | Municipal Chillán | Polideportivo La Pintana | 11 de mayo | 18:30 |
| Boston College     | 80-75 | Arturo Prat       | Gimnasio Boston College  | 11 de mayo | 20:00 |
| Club Brisas        | 59-61 | Truenos Talca     | Club Brisas              | 11 de mayo | 20:30 |
| Luis Matte Larraín | 62-51 | Stadio Italiano   | Gimnasio Puente Alto     | 11 de mayo | 20:30 |
| Colo-Colo          | 95-83 | Alemán Concepción | Polideportivo La Pintana | 12 de mayo | 18:30 |
| Stadio Italiano    | 96-56 | Árabe Valparaíso  | Stadio Italiano          | 12 de mayo | 19:15 |

| Alemán Concepción  | 76-64 | Árabe Valparaíso   | Gimnasio Otto           | 18 de mayo | 19:00 |
| Municipal Chillán  | 61-71 | Quilpué Básquetbol | Casa del Deporte        | 18 de mayo | 19:00 |
| Truenos Talca      | 75-72 | Luis Matte Larraín | Gimnasio Manuel Herrera | 18 de mayo | 20:00 |
| Arturo Prat        | 62-76 | Club Brisas        | Gimnasio Juan Arancibia | 18 de mayo | 20:00 |
| Sergio Ceppi       | 69-87 | Colo-Colo          | Gimnasio Sergio Ceppi   | 18 de mayo | 20:30 |
| Alemán Concepción  | 69-63 | Quilpué Básquetbol | Gimnasio Otto           | 19 de mayo | 12:00 |
| Luis Matte Larraín | 94-92 | Arturo Prat        | Gimnasio Puente Alto    | 19 de mayo | 18:00 |
| Municipal Chillán  | 52-49 | Árabe Valparaíso   | Casa del Deporte        | 19 de mayo | 19:00 |
| Club Brisas        | 71-85 | Boston College     | Club Brisas             | 19 de mayo | 20:30 |

| Quilpué Básquetbol | 81-93 | Arturo Prat       | Fortín Prat           | 25 de mayo | 15:30 |
| Árabe Valparaíso   | 43-57 | Truenos Talca     | Fortín Prat           | 25 de mayo | 18:30 |
| Colo-Colo          | 91-64 | Stadio Italiano   | Stadio Italiano       | 25 de mayo | 19:15 |
| Luis Matte Larraín | 58-70 | Club Brisas       | Gimnasio Puente Alto  | 25 de mayo | 20:30 |
| Sergio Ceppi       | 63-80 | Boston College    | Gimnasio Sergio Ceppi | 25 de mayo | 20:30 |
| Municipal Chillán  | 69-67 | Alemán Concepción | Casa del Deporte      | 25 de mayo | 19:00 |
| Quilpué Básquetbol | 48-60 | Árabe Valparaíso  | Fortín Prat           | 26 de mayo | 18:00 |

| Municipal Chillán | 54-61 | Stadio Italiano    | Casa del Deporte Chillán | 1 de junio | 19:00 |
| Alemán Concepción | 91-93 | Sergio Ceppi       | Gimnasio Otto            | 1 de junio | 19:00 |
| Truenos Talca     | 62-78 | Colo-Colo          | Manuel Herrera           | 1 de junio | 20:00 |
| Arturo Prat       | 80-71 | Árabe Valparaíso   | Gimnasio Juan Arancibia  | 1 de junio | 20:00 |
| Club Brisas       | 72-77 | Quilpué Básquetbol | Club Brisas              | 1 de junio | 20:30 |
| Boston College    | 75-72 | Luis Matte Larraín | Gimnasio Boston College  | 1 de junio | 20:30 |
| Municipal Chillán | 55-58 | Sergio Ceppi       | Casa del Deporte Chillán | 2 de junio | 18:00 |

| Municipal Chillán | 54-72  | Truenos Talca   | Casa del Deporte Chillán | 8 de junio | 18:00 |
| Colo-Colo         | 115-58 | Arturo Prat     | Polideportivo La Pintana | 8 de junio | 18:30 |
| Alemán Concepción | 72-77  | Boston College  | Gimnasio Otto            | 8 de junio | 19:00 |
| Sergio Ceppi      | 68-67  | Stadio Italiano | Gimnasio Sergio Ceppi    | 8 de junio | 20:30 |
| Municipal Chillán | 63-56  | Boston College  | Casa del Deporte Chillán | 9 de junio | 18:00 |

| Boston College     | 86-55 | Quilpué Básquetbol | Gimnasio Boston College  | 15 de junio | 16:00 |
| Luis Matte Larraín | 66-70 | Árabe Valparaíso   | Gimnasio Puente Alto     | 15 de junio | 18:00 |
| Stadio Italiano    | 58-68 | Alemán Concepción  | Stadio Italiano          | 15 de junio | 18:30 |
| Truenos Talca      | 90-62 | Sergio Ceppi       | Manuel Herrera           | 15 de junio | 19:00 |
| Municipal Chillán  | 73-62 | Arturo Prat        | Casa del Deporte Chillán | 15 de junio | 19:00 |
| Club Brisas        | 47-68 | Colo-Colo          | Club Brisas              | 15 de junio | 20:30 |
| Árabe Valparaíso   | 68-78 | Quilpué Básquetbol | Fortín Prat              | 16 de junio | 17:00 |
| Colo-Colo          | 98-62 | Luis Matte Larraín | Polideportivo La Pintana | 16 de junio | 18:30 |
| Sergio Ceppi       | 85-70 | Arturo Prat        | Gimnasio Sergio Ceppi    | 16 de junio | 19:00 |

| Alemán Concepción  | 77-68 | Truenos Talca      | Gimnasio Otto            | 20 de junio | 14:00 |
| Árabe Valparaíso   | 49-81 | Club Brisas        | Fortín Prat              | 20 de junio | 18:00 |
| Quilpué Básquetbol | 45-80 | Colo-Colo          | Valparaíso Sporting Club | 22 de junio | 19:30 |
| Arturo Prat        | 72-80 | Alemán Concepción  | Fortín Prat              | 22 de junio | 20:00 |
| Club Brisas        | 72-60 | Sergio Ceppi       | Club Brisas              | 22 de junio | 20:30 |
| Truenos Talca      | 79-58 | Quilpué Básquetbol | Manuel Herrera           | 23 de junio | 19:00 |
| Stadio Italiano    | 76-72 | Boston College     | Stadio Italiano          | 23 de junio | 19:15 |

| Alemán Concepción  | 74-70 | Club Brisas        | Gimnasio Otto         | 29 de junio | 17:00 |
| Truenos Talca      | 63-59 | Boston College     | Manuel Herrera        | 29 de junio | 18:00 |
| Luis Matte Larraín | 49-64 | Municipal Chillán  | Gimnasio Puente Alto  | 29 de junio | 18:00 |
| Stadio Italiano    | 97-47 | Arturo Prat        | Stadio Italiano       | 29 de junio | 19:15 |
| Sergio Ceppi       | 80-57 | Luis Matte Larraín | Gimnasio Sergio Ceppi | 30 de junio | 18:00 |
| Quilpué Básquetbol | 54-57 | Stadio Italiano    | Fortín Prat           | 30 de junio | 18:00 |

| Quilpué Básquetbol | 62-60  | Sergio Ceppi      | Valparaíso Sporting Club | 6 de julio | 16:00 |
| Luis Matte Larraín | 90-89  | Alemán Concepción | Gimnasio Puente Alto     | 6 de julio | 19:00 |
| Arturo Prat        | 69-112 | Truenos Talca     | Fortín Prat              | 6 de julio | 20:00 |
| Boston College     | 68-75  | Colo-Colo         | Gimnasio Boston College  | 6 de julio | 20:30 |
| Colo-Colo          | 82-73  | Árabe Valparaíso  | Polideportivo La Pintana | 7 de julio | 18:30 |
| Club Brisas        | 45-64  | Stadio Italiano   | Club Brisas              | 7 de julio | 20:30 |

| Municipal Chillán  | 56-58 | Colo-Colo          | Casa del Deporte Chillán | 13 de julio | 18:30 |
| Stadio Italiano    | 60-59 | Luis Matte Larraín | Stadio Italiano          | 13 de julio | 19:15 |
| Truenos Talca      | 84-62 | Club Brisas        | Manuel Herrera           | 13 de julio | 20:00 |
| Arturo Prat        | 57-88 | Boston College     | Fortín Prat              | 13 de julio | 20:00 |
| Sergio Ceppi       | 79-71 | Árabe Valparaíso   | Gimnasio Sergio Ceppi    | 13 de julio | 20:30 |
| Quilpué Básquetbol | 66-55 | Luis Matte Larraín | Fortín Prat              | 14 de julio | 15:00 |
| Alemán Concepción  | 72-81 | Colo-Colo          | Gimnasio Otto            | 14 de julio | 16:00 |
| Árabe Valparaíso   | 68-79 | Stadio Italiano    | Fortín Prat              | 14 de julio | 18:30 |
| Boston College     | 77-58 | Árabe Valparaíso   | Gimnasio Boston College  | 16 de julio | 16:00 |
| Truenos Talca      | 78-62 | Stadio Italiano    | Manuel Herrera           | 16 de julio | 18:00 |
| Municipal Chillán  | 80-75 | Club Brisas        | Casa del Deporte Chillán | 16 de julio | 18:00 |

| Quilpué Básquetbol | 63-60 | Municipal Chillán  | Valparaíso Sporting Club | 20 de julio | 15:30 |
| Colo-Colo          | 68-60 | Sergio Ceppi       | Polideportivo La Pintana | 20 de julio | 18:30 |
| Árabe Valparaíso   | 61-66 | Alemán Concepción  | Fortín Prat              | 20 de julio | 18:30 |
| Luis Matte Larraín | 79-86 | Truenos Talca      | Gimnasio Puente Alto     | 20 de julio | 20:00 |
| Club Brisas        | 80-68 | Arturo Prat        | Club Brisas              | 20 de julio | 20:30 |
| Quilpué Básquetbol | 66-69 | Alemán Concepción  | Valparaíso Sporting Club | 21 de julio | 15:30 |
| Boston College     | 65-77 | Club Brisas        | Gimnasio Boston College  | 21 de julio | 16:00 |
| Arturo Prat        | 89-97 | Luis Matte Larraín | Gimnasio Juan Arancibia  | 21 de julio | 18:00 |
| Árabe Valparaíso   | 70-65 | Municipal Chillán  | Fortín Prat              | 21 de julio | 18:30 |

## Play-Out

### 11CD Brisas vs12Club Arturo Prat
| 27 de julio de 2024 Partido 1   | CD Brisas                                                     | 78–57 (Series: 1-0)                   | Arturo Prat                                                         | La Cisterna                    |  |  |
| 20:30                           | Parciales: 10-14, 20-17, 25-13, 23-13                         | Parciales: 10-14, 20-17, 25-13, 23-13 | Parciales: 10-14, 20-17, 25-13, 23-13                               |                                |  |  |
|                                 | Estadísticas L. Cutis 21 S. Roa 16 C. Parraguirre 5 S. Roa 25 | Reporte Pts Reb Asts Val              | Estadísticas 21 M. González 10 F. Rivas 5 M. González -1 F. Herrera | Pabellón: Gimnasio Club Brisas |  |  |
| CD Brisas lidera la serie, 1-0. |                                                               |                                       |                                                                     |                                |  |  |
|                                 |                                                               |                                       |                                                                     |                                |  |  |

| 28 de julio de 2024 Partido 2  | CD Brisas                                                       | 78–62 (Series: 2-0)                   | Arturo Prat                                                         | La Cisterna                    |  |  |
| 20:30                          | Parciales: 28-23, 20-14, 11-11, 19-14                           | Parciales: 28-23, 20-14, 11-11, 19-14 | Parciales: 28-23, 20-14, 11-11, 19-14                               |                                |  |  |
|                                | Estadísticas L. Cutis 15 S. Roa 8 C. Parraguirre 4 S. Frings 23 | Reporte Pts Reb Asts Val              | Estadísticas 17 M. González 13 F. Pierre 3 T. González 8 D. Cuellar | Pabellón: Gimnasio Club Brisas |  |  |
| CD Brisas lidera la serie, 2-0 |                                                                 |                                       |                                                                     |                                |  |  |
|                                |                                                                 |                                       |                                                                     |                                |  |  |

| 10 de agosto de 2024 Partido 3 | Arturo Prat                                                   | 74–97 (Series: 0-3)                   | CD Brisas                                                  | Valparaiso            |  |  |
| 20:30                          | Parciales: 21-35, 17-25, 20-21, 16-16                         | Parciales: 21-35, 17-25, 20-21, 16-16 | Parciales: 21-35, 17-25, 20-21, 16-16                      |                       |  |  |
|                                | Estadísticas E. Farías 12 F. Rivas 7 E. Farías 4 C. Aguilar 3 | Reporte Pts Reb Asts Val              | Estadísticas 30 L. Cutis 7 L. Cutis 6 E. Jofre 28 L. Cutis | Pabellón: Fortín Prat |  |  |
| CD Brisas gana la serie, 3-0   |                                                               |                                       |                                                            |                       |  |  |
|                                |                                                               |                                       |                                                            |                       |  |  |

CD Brisasgana la serie por 3-0. Como consecuencia, Arturo Prat desciende de la Liga DOS para la temporada 2025.

## Play-Off
|  | Semifinal | Semifinal        | Semifinal | Semifinal       | Semifinal | Semifinal | Semifinal |           |    | Final | Final | Final | Final | Final |  |
|  |           |                  |           |                 |           |           |           |           |    |       |       |       |       |       |  |
|  |           |                  |           |                 |           |           |           |           |    |       |       |       |       |       |  |
|  | 1         | Colo-Colo        | 91        | 76              | 73        |           |           |           |    |       |       |       |       |       |  |
|  | 1         | Colo-Colo        | 91        | 76              | 73        |           |           |           |    |       |       |       |       |       |  |
|  | 4         | Sergio Ceppi     | 78        | 62              | 50        |           |           |           |    |       |       |       |       |       |  |
|  | 4         | Sergio Ceppi     | 78        | 62              | 50        |           | 1         | Colo-Colo | 77 | 76    | 91    |       |       |       |  |
|  |           |                  |           |                 |           |           |           | Colo-Colo | 77 | 76    | 91    |       |       |       |  |
|  |           |                  | 3         | Stadio Italiano | 70        | 56        | 57        |           |    |       |       |       |       |       |  |
|  | 2         | Truenos de Talca | 3         | Stadio Italiano | 70        | 56        | 57        | 66        | 48 | 66    | 61    | 64    |       |       |  |
|  | 2         | Truenos de Talca |           |                 |           |           |           | 66        | 48 | 66    | 61    | 64    |       |       |  |
|  | 3         | Stadio Italiano  | 58        | 62              | 73        | 51        | 70        |           |    |       |       |       |       |       |  |
|  | 3         | Stadio Italiano  | 58        | 62              | 73        | 51        | 70        |           |    |       |       |       |       |       |  |
|  |           |                  |           |                 |           |           |           |           |    |       |       |       |       |       |  |

### Semifinales

#### 1CSD Colo-Colo vs4CD Sergio Ceppi
| 27 de julio de 2024 Partido 1  | Colo-Colo                                                                  | 91–78 (Series: 1-0)                   | Sergio Ceppi                                                | La Pintana                         |  |  |
| 20:00                          | Parciales: 24-23, 20-21, 17-19, 30-15                                      | Parciales: 24-23, 20-21, 17-19, 30-15 | Parciales: 24-23, 20-21, 17-19, 30-15                       |                                    |  |  |
|                                | Estadísticas D. Valenzuela 25 D. Valenzuela 13 S. Fernández 8 J. Peters 23 | Reporte Pts Reb Asts Val              | Estadísticas 21 E. Donoso 7 E. Donoso 4 B. Guerra 9 A. Toro | Pabellón: Polideportivo La Pintana |  |  |
| Colo-Colo lidera la serie, 1-0 |                                                                            |                                       |                                                             |                                    |  |  |
|                                |                                                                            |                                       |                                                             |                                    |  |  |

| 28 de julio de 2024 Partido 2  | Colo-Colo                                                                | 76–62 (Series: 2-0)                  | Sergio Ceppi                                                  | La Pintana                         |  |  |
| 20:00                          | Parciales: 23-12, 14-23, 21-18, 18-9                                     | Parciales: 23-12, 14-23, 21-18, 18-9 | Parciales: 23-12, 14-23, 21-18, 18-9                          |                                    |  |  |
|                                | Estadísticas J. Schuler 21 D. Valenzuela 10 S. Fernández 4 J. Schuler 23 | Reporte Pts Reb Asts Val             | Estadísticas 22 B. Guerra 14 L. Marrero 3 B. Guerra 2 I. Romo | Pabellón: Polideportivo La Pintana |  |  |
| Colo-Colo lidera la serie, 2-0 |                                                                          |                                      |                                                               |                                    |  |  |
|                                |                                                                          |                                      |                                                               |                                    |  |  |

| 3 de agosto de 2024 Partido 3 | Sergio Ceppi                                                   | 50–73 (Series: 0-3)                  | Colo-Colo                                                                  | La Cisterna                     |  |  |
| 20:30                         | Parciales: 16-18, 14-15, 8-20, 12-20                           | Parciales: 16-18, 14-15, 8-20, 12-20 | Parciales: 16-18, 14-15, 8-20, 12-20                                       |                                 |  |  |
|                               | Estadísticas G. González 10 E. Donoso 7 B. Guerra 5 I. Romo -2 | Reporte Pts Reb Asts Val             | Estadísticas 21 D. Valenzuela 13 D. Valenzuela 5 S. Fernández 27 J. Peters | Pabellón: Gimnasio Sergio Ceppi |  |  |
| Colo-Colo gana la serie, 3-0  |                                                                |                                      |                                                                            |                                 |  |  |
|                               |                                                                |                                      |                                                                            |                                 |  |  |

#### 2CD Truenos de Talca vs3Stadio Italiano
| 27 de julio de 2024 Partido 1         | Truenos de Talca                                                 | 66–58 (Series: 1-0)                  | Stadio Italiano                                                   | Talca                |  |  |
| 19:00                                 | Parciales: 18-12, 14-18, 17-20, 17-8                             | Parciales: 18-12, 14-18, 17-20, 17-8 | Parciales: 18-12, 14-18, 17-20, 17-8                              |                      |  |  |
|                                       | Estadísticas M. Morales 15 M. Morales 17 A. Morales 3 A. López 9 | Reporte Pts Reb Asts Val             | Estadísticas 13 R. Gálvez 5 F. Castellano 6 R. Gatica 8 S. Belmar | Pabellón: Cendyr Sur |  |  |
| Truenos de Talca lidera la serie, 1-0 |                                                                  |                                      |                                                                   |                      |  |  |
|                                       |                                                                  |                                      |                                                                   |                      |  |  |

| 28 de julio de 2024 Partido 2 | Truenos de Talca                                                | 66–73 (Series: 1-1)                  | Stadio Italiano                                                     | Talca                |  |  |
| 18:00                         | Parciales: 17-36, 23-20, 13-6, 13-11                            | Parciales: 17-36, 23-20, 13-6, 13-11 | Parciales: 17-36, 23-20, 13-6, 13-11                                |                      |  |  |
|                               | Estadísticas N. Morales 19 M. Morales 14 A. López 3 A. López 11 | Reporte Pts Reb Asts Val             | Estadísticas 27 R. Gálvez 11 F. Castellano 5 C. Belmar 15 R. Gálvez | Pabellón: Cendyr Sur |  |  |
| Serie empatada, 1-1           |                                                                 |                                      |                                                                     |                      |  |  |
|                               |                                                                 |                                      |                                                                     |                      |  |  |

| 3 de agosto de 2024 Partido 3        | Stadio Italiano                                                    | 62–48 (Series: 2-1)                 | Truenos de Talca                                                  | Las Condes                |  |  |
| 19:45                                | Parciales: 8-6, 16-15, 19-15, 19-12                                | Parciales: 8-6, 16-15, 19-15, 19-12 | Parciales: 8-6, 16-15, 19-15, 19-12                               |                           |  |  |
|                                      | Estadísticas R. Gatica 15 F. Castellano 7 C. Belmar 8 R. Gálvez 18 | Reporte Pts Reb Asts Val            | Estadísticas 14 N. Morales 11 M. Morales 2 A. Morales 3 C. Cabret | Pabellón: Stadio Italiano |  |  |
| Stadio Italiano lidera la serie, 2-1 |                                                                    |                                     |                                                                   |                           |  |  |
|                                      |                                                                    |                                     |                                                                   |                           |  |  |

| 4 de agosto de 2024 Partido 4 | Stadio Italiano                                                   | 51–61 (Series: 2-2)                   | Truenos de Talca                                                  | Las Condes                |  |  |
| 18:00                         | Parciales: 18-14, 10-13, 10-17, 13-17                             | Parciales: 18-14, 10-13, 10-17, 13-17 | Parciales: 18-14, 10-13, 10-17, 13-17                             |                           |  |  |
|                               | Estadísticas R. Gatica 12 R. Gálvez 7 R. Gatica 3 F. Gutiérrez -1 | Reporte Pts Reb Asts Val              | Estadísticas 20 A. López 14 M. Morales 4 A. Morales 14 N. Morales | Pabellón: Stadio Italiano |  |  |
| Serie empatada, 2-2           |                                                                   |                                       |                                                                   |                           |  |  |
|                               |                                                                   |                                       |                                                                   |                           |  |  |

| 10 de agosto de 2024 Partido 5     | Truenos de Talca                                                 | 64–70 (Series: 2-3)                   | Stadio Italiano                                                   | Talca                |  |  |
| 20:30                              | Parciales: 14-12, 19-16, 13-22, 18-20                            | Parciales: 14-12, 19-16, 13-22, 18-20 | Parciales: 14-12, 19-16, 13-22, 18-20                             |                      |  |  |
|                                    | Estadísticas A. Morales 19 M. Morales 13 A. Morales 4 H. Cerda 3 | Reporte Pts Reb Asts Val              | Estadísticas 21 C. Belmar 9 F. Castellano 3 C. Belmar 9 C. Belmar | Pabellón: Cendyr Sur |  |  |
| Stadio Italiano gana la serie, 3-2 |                                                                  |                                       |                                                                   |                      |  |  |
|                                    |                                                                  |                                       |                                                                   |                      |  |  |

### Final

#### 1CSD Colo-Colo vs3Stadio Italiano
| 17 de agosto de 2024 Partido 1 | Colo-Colo                                                         | 77–70 (Series: 1-0)                   | Stadio Italiano                                                       | La Pintana                                                                      |  |  |
| 20:00                          | Parciales: 19-18, 21-20, 22-16, 15-16                             | Parciales: 19-18, 21-20, 22-16, 15-16 | Parciales: 19-18, 21-20, 22-16, 15-16                                 |                                                                                 |  |  |
|                                | Estadísticas T. Rossi 22 T. Rossi 10 S. Fernández 5 C. Urrutia 15 | Reporte Pts Reb Asts Val              | Estadísticas 20 R. Gálvez 6 F. Castellano 4 C. Belmar 3 F. Castellano | Pabellón: Polideportivo La Pintana Árbitros: E. Fernández C. Vargas R. Painemil |  |  |
| Colo-Colo lidera la serie, 1-0 |                                                                   |                                       |                                                                       |                                                                                 |  |  |
|                                |                                                                   |                                       |                                                                       |                                                                                 |  |  |

| 18 de agosto de 2024 Partido 2 | Colo-Colo                                                                     | 76–56 (Series: 2-0)                   | Stadio Italiano                                                         | La Pintana                                                                    |  |  |
| 20:00                          | Parciales: 17-14, 26-11, 18-15, 15-16                                         | Parciales: 17-14, 26-11, 18-15, 15-16 | Parciales: 17-14, 26-11, 18-15, 15-16                                   |                                                                               |  |  |
|                                | Estadísticas D. Valenzuela 25 D. Valenzuela 10 S. Fernández 7 S. Fernández 22 | Reporte Pts Reb Asts Val              | Estadísticas 16 P. Simonetti 6 F. Castellano 5 R. Gatica 7 S. Contreras | Pabellón: Polideportivo La Pintana Árbitros: P. Mardones M. González M. Bravo |  |  |
| Colo-Colo lidera la serie, 2-0 |                                                                               |                                       |                                                                         |                                                                               |  |  |
|                                |                                                                               |                                       |                                                                         |                                                                               |  |  |

| 24 de agosto de 2024 Partido 3 | Stadio Italiano                                                     | 57–91 (Series: 0-3)                  | Colo-Colo                                                                | Las Condes                                                                      |  |  |
| 18:00                          | Parciales: 14-26, 23-20, 14-28, 6-17                                | Parciales: 14-26, 23-20, 14-28, 6-17 | Parciales: 14-26, 23-20, 14-28, 6-17                                     |                                                                                 |  |  |
|                                | Estadísticas R. Gatica 19 F. Castellano 7 C. Belmar 2 P. Sandoval 1 | Reporte Pts Reb Asts Val             | Estadísticas 26 J. Schuler 16 D. Valenzuela 7 S. Fernández 32 J. Schuler | Pabellón: Gimnasio Stadio Italiano Árbitros: E. Fernández P. Mardones A. Tudela |  |  |
| Colo-Colo gana la serie, 3-0   |                                                                     |                                      |                                                                          |                                                                                 |  |  |
|                                |                                                                     |                                      |                                                                          |                                                                                 |  |  |

## Campeón
|                                                     |
| Colo-Colo 1.er título y Asciende a la Liga Uno 2025 |
|                                                     |